# Lewis Dobbin
Lewis Norman Dobbin (* 3. Januar 2003 in Stoke-on-Trent) ist ein englischer Fußballspieler. Der Stürmer steht seit 2024 bei Aston Villa unter Vertrag und ist momentan an Norwich City verliehen.

## Karriere

### Im Verein
Dobbin wurde in der englischen Stadt Stoke-on-Trent geboren, wo er auch mit dem Fußballspielen begann. Im Alter von 11 Jahren wechselte er in die Jugendabteilung des FC Everton. Dort durchlief er die weiteren Altersklassen und spielte regelmäßig in höheren Klassen mit. Schon im Alter von 15 Jahren debütierte er 2018 in der U-18-Premier-League. Dort entwickelte er sich nach und nach zum Stammspieler und kam währenddessen ab 2019 auch für die U23 von Everton in der Premier League 2 zum Einsatz. In der U-18-Premier-League-Saison 2019/20 konnte er in 16 Spielen 11 Tore erzielen, in der folgenden Saison wurde er jedoch aufgrund einer Knieverletzung ausgebremst. Im Januar 2020 unterschrieb er seinen ersten Profivertrag beim FC Everton. Zur Saison 2021/22 wurde er erneut zum festen Bestandteil der U23 in der Premier League 2. Daneben wurde er von Trainer Rafa Benítez gelegentlich in den Kader der 1. Mannschaft berufen, so erstmals am 25. September 2021. Bei dem 2:0-Sieg gegen Norwich City wurde Dobbin sogar in der 89. Spielminute für Alex Iwobi eingewechselt und gab so sein Debüt in der Liga. Auch beim 1:1-Unentschieden gegen Manchester United wenige Tage später wurde er kurz vor Spielende eingewechselt. Ansonsten spielte er in der ersten Mannschaft in der Saison allerdings keine Rolle, er kam lediglich zu drei Kurzeinsätzen und kam stattdessen in der U23 zum Einsatz.
Anfang August 2022 wurde Lewis Dobbin von Everton für die gesamte Saison 2022/23 an den Drittligisten Derby County ausgeliehen. Er debütierte für seinen neuen Verein direkt am 6. August 2022 bei der 0:1-Niederlage gegen Charlton Athletic. In Derby konnte sich Dobbin auf Anhieb zu einem wichtigen Spieler entwickeln und kommt regelmäßig auch in der Startformation zum Einsatz. Sein erstes Tor für den neuen Verein gelang ihm am 4. Oktober 2022 beim Spiel in der EFL Trophy gegen Mansfield Town. Am 9. November wurde er beim Spiel gegen den FC Liverpool in der 61. Spielminute eingewechselt. Da es in dem Spiel nach 90 Minuten noch immer 0:0 stand, kam es zum Elfmeterschießen, bei dem Dobbin den entscheidenden fünften Elfmeter seiner Mannschaft verschoss, sodass sich Liverpool am Ende mit 3:2 nach Elfmeterschießen durchsetzen konnte. Am 30. Dezember 2022 konnte er schließlich mit dem 1:0-Siegtreffern gegen Cambridge United auch sein erstes Tor in der Liga erzielen.
Zur Saison 2023/24 kehrte er nach der Leihe wieder zum FC Everton zurück. Im Sommer 2024 wechselte er zum Ligakonkurrenten Aston Villa. Dieser verlieh ihn kurze Zeit später an den Zweitligisten West Bromwich Albion. Nach Abbruch dieser Ausleihe Anfang Januar 2025 erfolgte eine weitere Ausleihe zu deren Ligarivalen Norwich City.

### In der Nationalmannschaft
Dobbin durchlief mehrere englische Jugendnationalmannschaften, so kam er 2017 in der U-15-Nationalmannschaft zum Einsatz. Zwischen 2018 und 2019 absolvierte er außerdem 8 Spiele für die U-16-Nationalmannschaft, 2019 und 2020 absolvierte er 10 Spiele für die U-17-Nationalmannschaft. Im Oktober 2021 wurde Dobbin erstmals für die U-19-Nationalmannschaft nominiert. Er gab sein Debüt am 6. Oktober 2021 bei einer 1:3-Niederlage gegen Frankreich.